# Xã Rex, Quận Lyman, Nam Dakota
Xã Rex (tiếng Anh: Rex Township) là một xã thuộc quận Lyman, tiểu bang Nam Dakota, Hoa Kỳ. Năm 2010, dân số của xã này là 30 người.